# Лэйн, Элиша
Эли́ша Лэйн (англ. Alycia Lane; 10 мая 1972, Лэйк-Гроув, Нью-Йорк, США) — американская журналистка.

## Биография
Элиша Лэйн родилась 10 мая 1972 года в Лэйк-Гроуве (штат Нью-Йорк, США) валлийца и пуэрториканки. Она окончила «Medill School of Journalism» и «University at Albany, SUNY».

## Карьера
Элиша начала свою журналистскую карьеру ещё во времена учёбы.
До января 2008 года Элиша работала ведущей ежедневных вечерних новостей на «KYW-TV» в Филадельфии, а до октября 2013 года она диктором на «KNBC» в Лос-Анджелесе.

## Личная жизнь
В 2000—2004 года Элиша была замужем за Дино Каландрилло.
В 2005—2007 года Элиша была замужем за Джеем Эдкинсоном.
У Элиши есть дочь — Эйвери (род.22.06.2014).